# Bolschaja-Pokrowskaja-Straße
Die Bolschaja-Pokrowskaja-Straße (russisch Большая Покровская улица ‚Größere-Fürbitte-Straße‘ Kurzer Name – Pokrowka) ist die Hauptstraße von Nischni Nowgorod. Sie wurde gegen Ende des 18. Jahrhunderts als Hauptstraße der Stadt gegründet und ist seitdem eine der ältesten Straßen der Stadt. Bis 1917 wurde sie als eine Straße für Adlige betrachtet.
Die nächste U-Bahn-Station ist  Gorkowskaja.

## Geschichte

### Russisches Reich
Der Bau der Straße begann im Mittelalter und verlief in Richtung Moskau. Nach dem Besuch der Kaiserin Katharina II. wurde ein neuer regelmäßiger Stadtplan entwickelt. In den Jahren 1823 bis 1824 wurde der Glockenturm an der Kirche der Heiligen Jungfrau gebaut (russisch Церковь Покрова Пресвятой Богородицы). Seitdem wurde die Straße als „Bolschaja Pokrowskaja“ bezeichnet, doch zumeist nur kurz „Pokrowka“ genannt.
Als an der Wende zum 19. Jahrhundert an der Straße erstmals Steinhäuser erbaut wurden, wurde sie zur Hauptstraße der Stadt. Hier befanden sich die Wohnsitze von Generälen, fürstlichen Familien, dem Governor, seinem Stellvertreter und weiteren hohen Beamten. Im Jahre 1896 wurde das Nikolaus-Theater gebaut, dessen Eröffnung zeitlich auf den Beginn der Allrussischen Industrie- und Handwerksausstellung fiel. Am 18. Juli 1896 wurde es von Zar Nikolaus II. besucht. Mit stark zunehmender Baudichte am Anfang des 20. Jahrhunderts wurden schließlich beide Straßenseiten durchgehend bebaut. 1913 wurde die Hauptbank auf der Straße errichtet und zum 300-jährigen Jubiläum der Romanow-Dynastie eröffnet.

### Sowjetische Zeit
Nach der Oktoberrevolution wurde die Straße nach dem Revolutionär Jakow Swerdlow umbenannt und trug den umgangssprachlichen Namen „Swerdlowka“. Etwa im Jahr 1935 wurde die Kirche der Fürbitte abgerissen. Bis in die frühen 1980er Jahre war die Straße eine Fahrbahn und ist seitdem eine Fußgängerzone.

### Gegenwart
Nach dem Zerfall der Sowjetunion wurde die Straße in Bolschaja Pokrowskaja umbenannt. Im Jahr 2004 wurde die Straße komplett rekonstruiert. Sie wurde mit Pflastersteinen gepflastert, und Bronze-Skulpturen wurden auf beiden Seiten installiert. Die beliebtesten sind die Skulptur „Die lustige Ziege“, vor dem Schauspielhaus und die Skulptur des Polizisten, auf dem Minin-und-Poscharski-Platz.

Historische Bilder
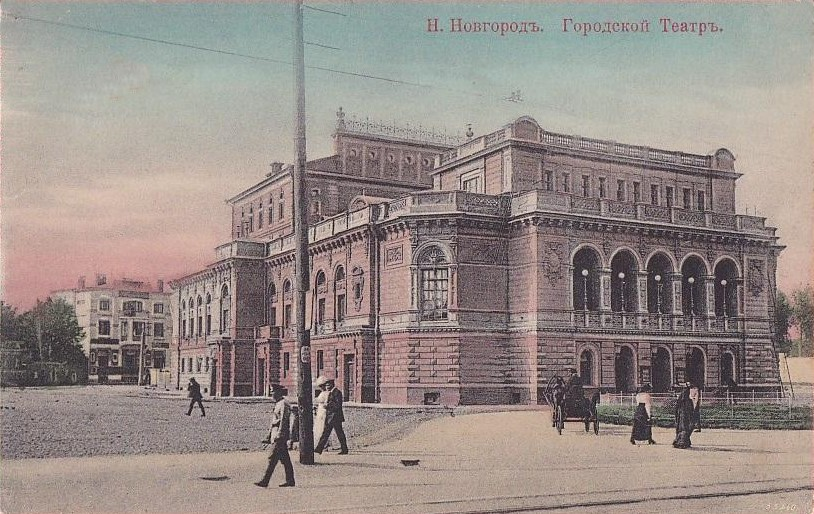
Das Schauspielhaus. 1880, Foto von Andrej Karelin und Ivan Shishkin
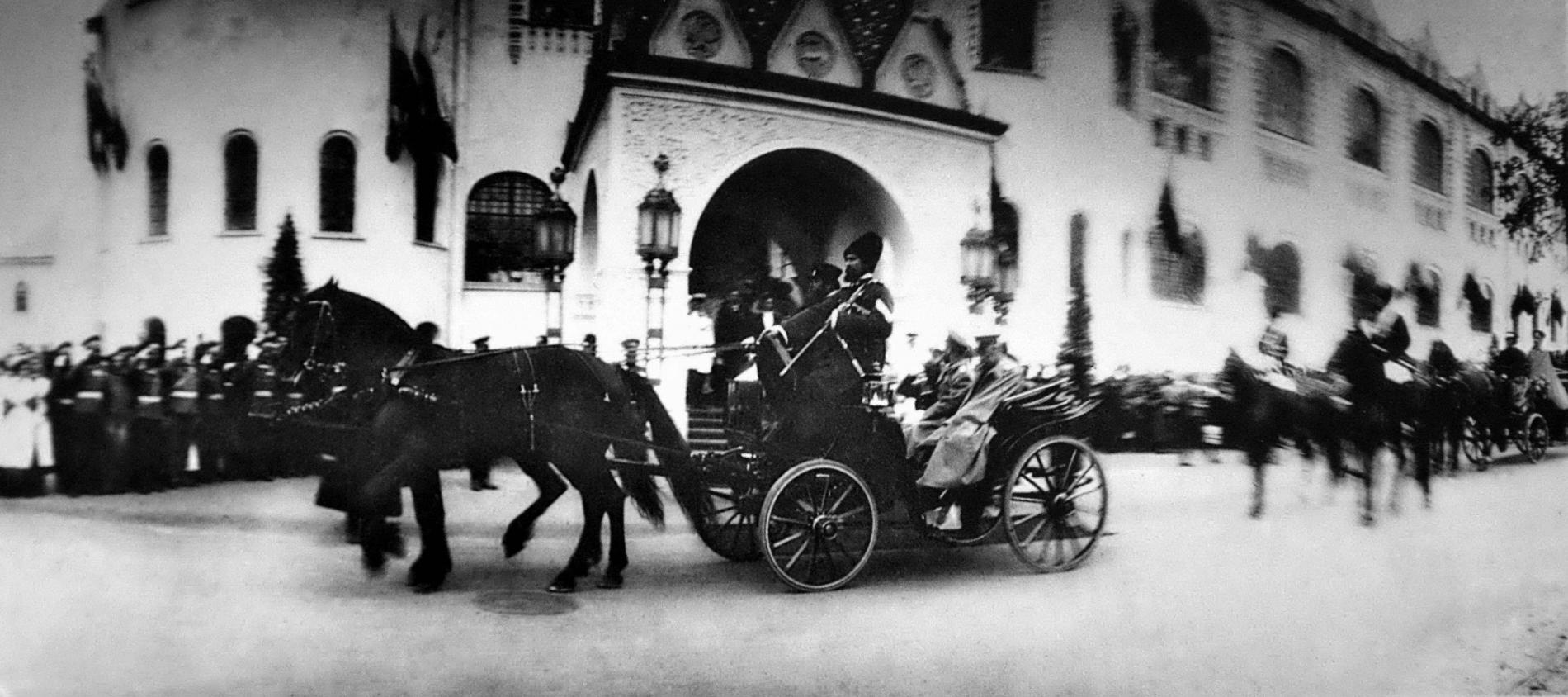
Nikolaus II. vor der Staatsbank von Nischni Nowgorod, 1896, Foto von Maksim Dmitriew
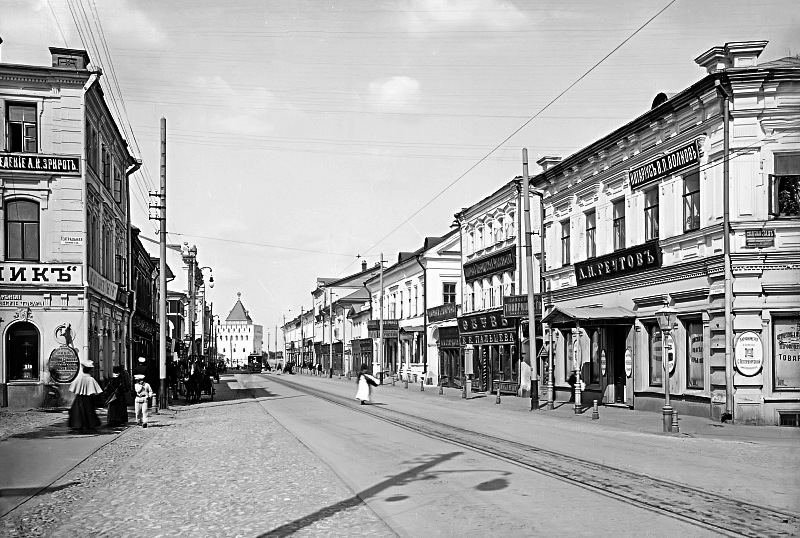
Bolschaja Pokrowskaja, 1907, Foto von Maksim Dmitriew
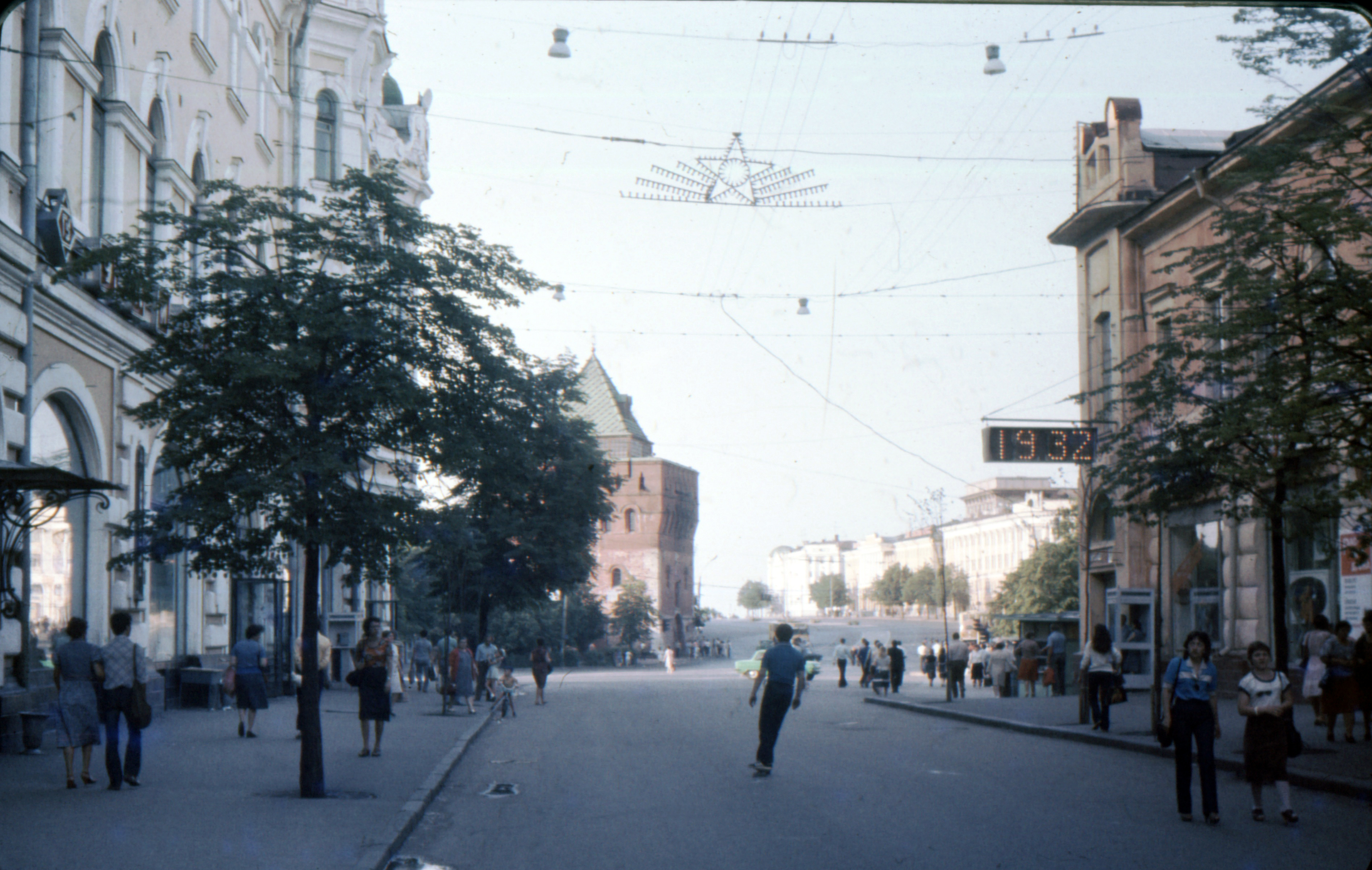
Sowjetunion. Swerdlow-Straße, 1985

## Sehenswürdigkeiten

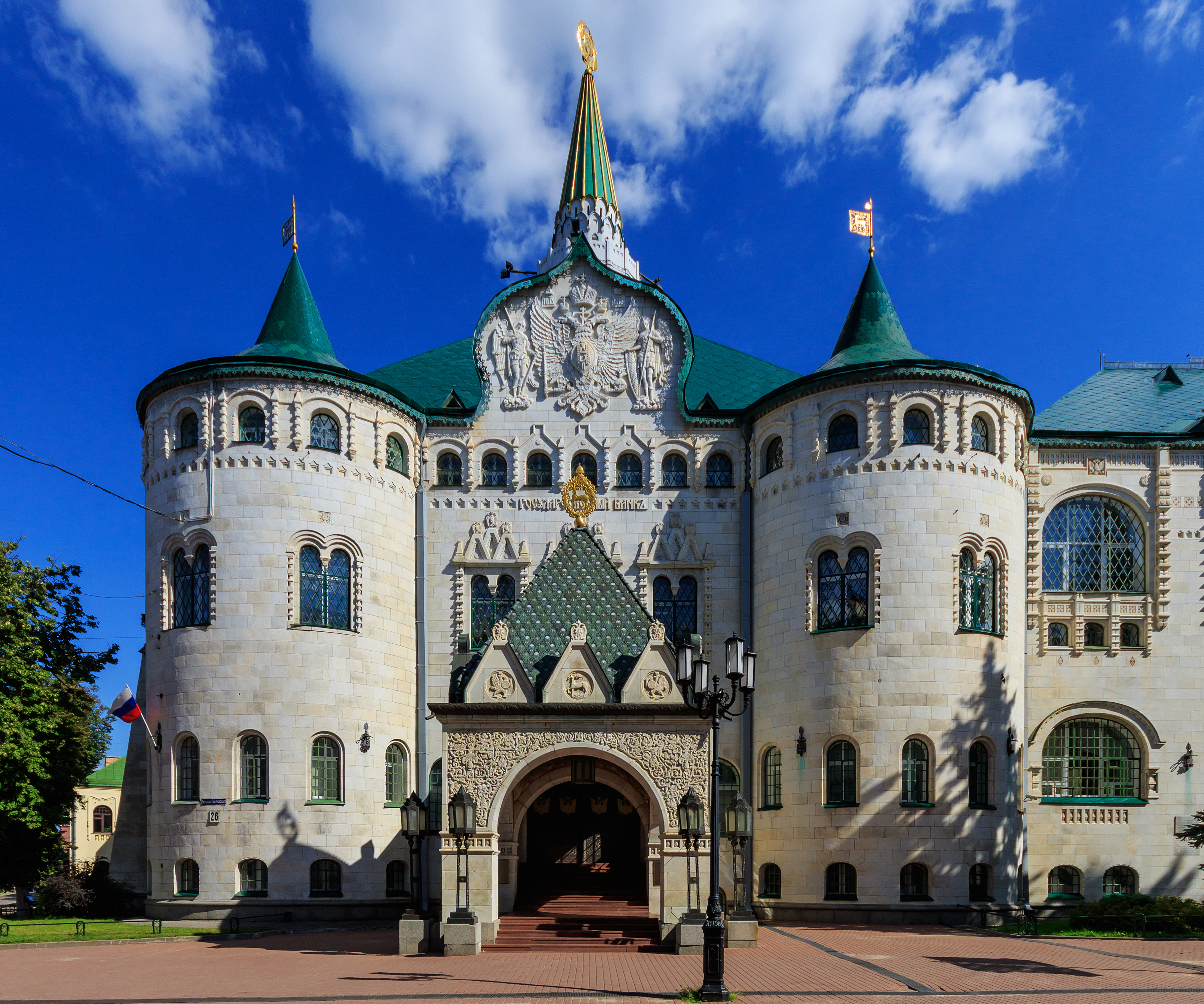
Die Staatsbank

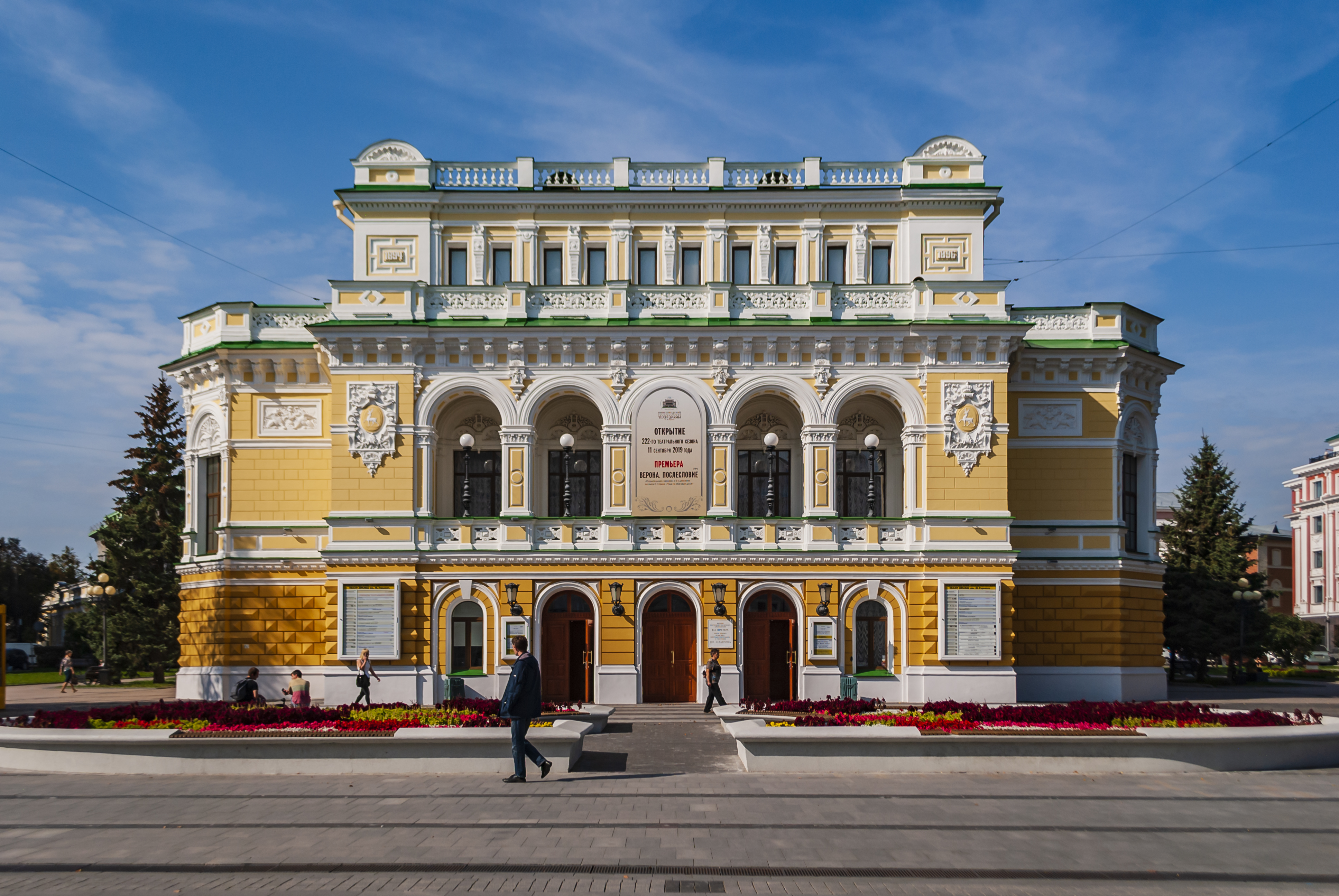
Schauspielhaus

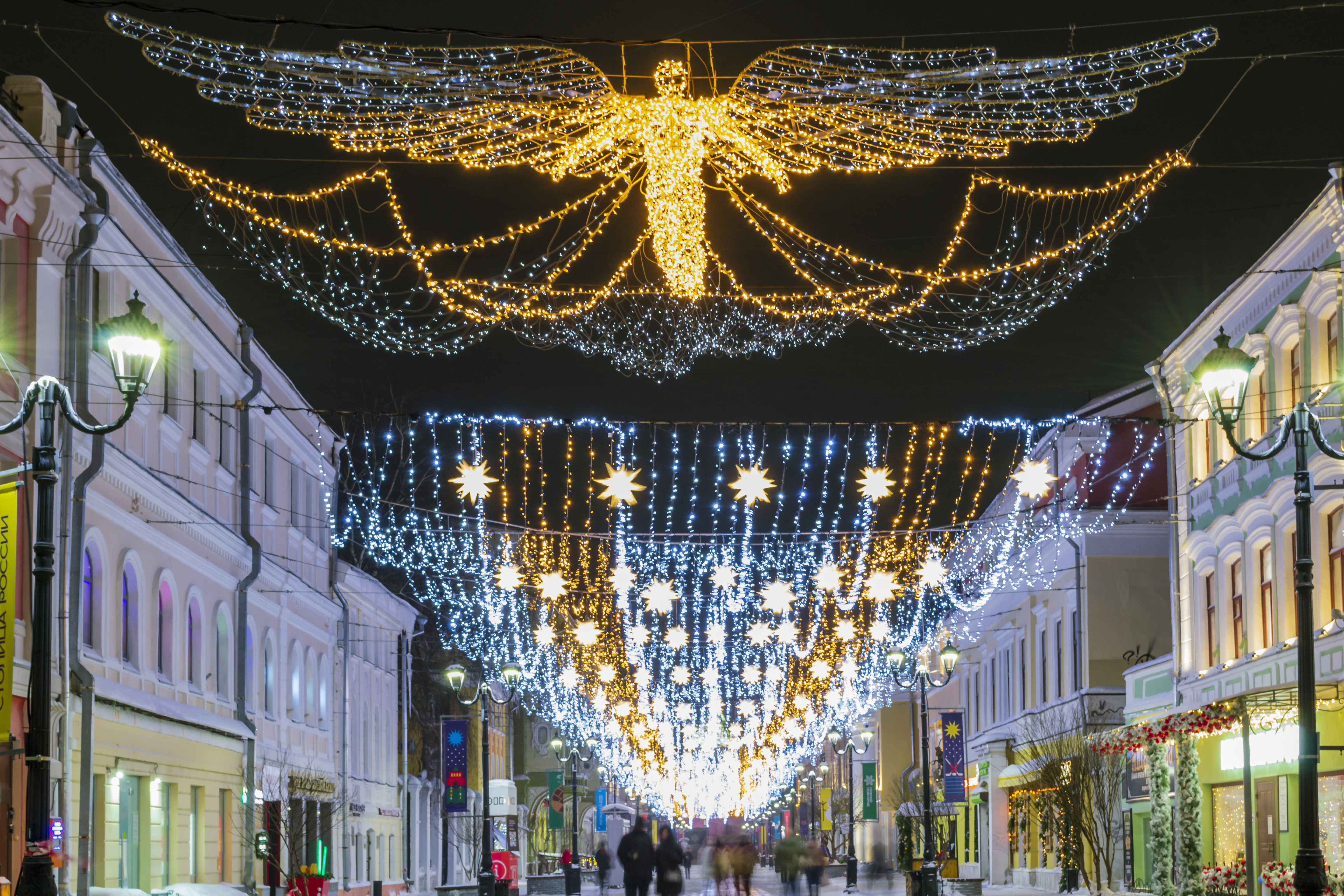
Straße zu Weihnachten 2021

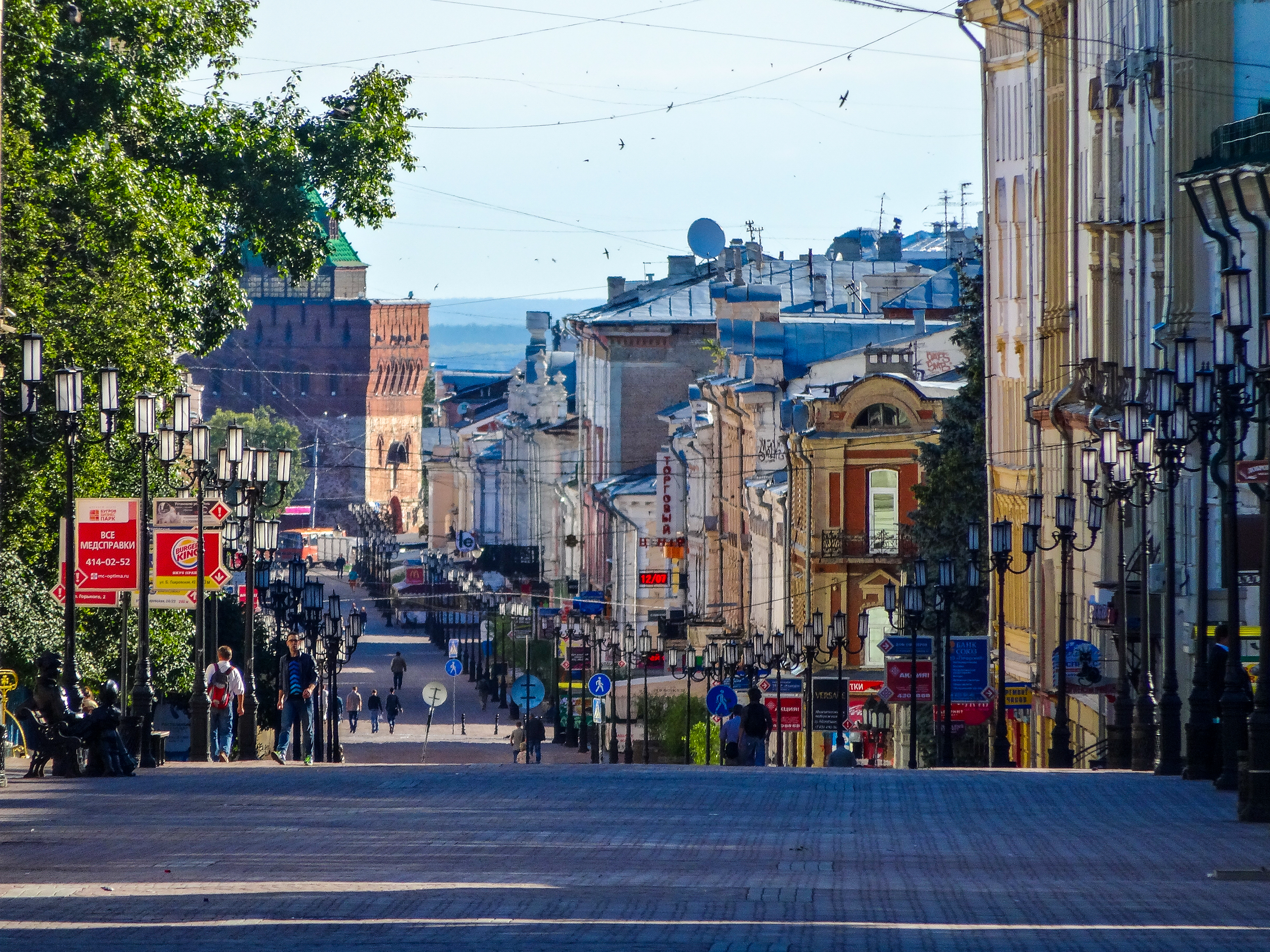
Blick auf die Straße in Richtung Kreml. Juli 2014

- Bildungstheater an der Theaterschule wurde nach Jewgeni Jewstignejew benannt;
- Gewerkschaftshaus;
- Ehemaliges Bauen der Oberen Posad Handelskammern;
- Museum der Fotografie des russischen Fotografen Andrej Karelin;
- Schauspielhaus;
- Gebäude der Adelsversammlung;
- Die Staatsbank;
- Rukawischnikow Herrenhaus;
- Der Aufbau der philologischen, finanziellen Fakultäten und der Fakultät der Sozialwissenschaften der Lobatschewski-Universität;
- Das Nischni Nowgorod Puppentheater;
- „Kunsthandwerk“ – ein Museumsladen;
- Haus der Kommunikation.

## Interessant

### Straßenmusiker
Bolschaja Pokrowskaja hat jeden Tag eine große Anzahl von Straßenmusikanten. Sie spielen in verschiedenen Musikstilen und Repertoires. Manche Tage geben die Musiker besonders groß angelegte Straßenkonzerte mit professionellem Equipment und sammeln sich um eine große Anzahl von Menschen. Solche Ereignisse werden oft im Voraus mit der Stadtrat vereinbart.
Die Haltung der Stadtpolizei gegenüber Straßenmusikern ist loyal. Anders als in Moskau Arbat, Musiker werden nicht entlassen und nicht schreiben, Bußgelder, wenn sie nicht die öffentliche Ordnung verstoßen.

### Straßenkünstler
In der Nähe der philologischen Fakultät der Lobatschewski-Universität gibt es verschiedene Künstler und Handwerker. Es gibt auch eine improvisierte Ausstellungsmesse ihrer Werke. Die Künstler können Porträts, Karikaturen und Stillleben bestellt werden, und Handwerker können eine Vielzahl von Korbwaren, Töpferwaren und mehr bestellt werden.

### Skulpturen
Von Minin-und-Pozharski-Platz in Richtung Gorki-Platz:
- Ein Polizist – in der Nähe des Gebäudes des Ausstellungskomplexes;
- Fotograf mit einem Hund;
- „Die lustige Ziege“ – vor dem Schauspielhaus;
- Jewgeni Jewstignejew – auf einer Bank in der Nähe des Schauspielhauses;
- Bank der Versöhnung – in der Nähe des Schauspielhauses;
- Bank der Blogger – in der Nähe des Schauspielhauses;
- Nikolai Dobroljubow;
- Der junge Geiger;
- Ehegatten Iwan Annenkow und Praskowja Annenkowa (Pauline Gueble);
- Diener in der Taverne – einladend zu betreten, in der Nähe des Restaurants im Haus 35;
- Nikolai Bogoljubow – nahe dem Gebäude der philologischen Fakultät der Lobatschewski-Universität;
- Löffel Geschmack – in der Nähe des Gebäudes der philologischen Fakultät der Lobatschewski-Universität;
- Dame mit einem Kind auf einer Bank;
- Modisch am Spiegel – vor dem Unterhaltungszentrum "Oktjabr";
- Briefträger – Vor dem Haus der Kommunikation, am Ende der Fußgängerzone.